# محمد حسن خلف
محمد حسن خلف (1953 -2018)، مغني وملحن بحريني. يعرف بين معجبيه بلقب «قيثارة دلمون» ولد في مدينة المنامة، حاصل على درجة الدكتوراه في علم البصريات والعدسات اللاصقة من جامعة سوسيكس الأميركية وهو أول خليجي يحصل على هذا اللقب العلمي.